# 北京空港事件
北京空港事件（ペキンくうこうじけん）は、1967年8月3日から8月4日にかけて、紅衛兵や日本人留学生らで構成された自称「日本人紅衛兵」らが、中華人民共和国より帰国しようとした紺野純一（『赤旗』北京特派員。『人民日報』の招待で駐在）、砂間一良（日本共産党中央委員、元衆議院議員。中国共産党中央委員会の招待で滞在）の両名を監禁し、集団で暴行を加えた事件である。

## 経緯
文化大革命開始直前の1966年3月に行われた宮本顕治と毛沢東の会談決裂以降、日中共産党の関係が悪化した。文化大革命勃発以後、中国共産党は各国の共産党に対し、盛んに毛沢東思想を宣伝した（日本共産党によると「干渉と攻撃が加えられた」）。1967年2月28日から同年3月2日にかけ、善隣学生会館事件が発生。
1966年9月19日、中華人民共和国からの招待を受け、北京の北京飯店の一室を仕事場としていた紺野は、日本人留学生から嫌がらせや暴力を受けた。だが、中華人民共和国側は留学生を取り締まろうとしなかったという。これを機に、紺野は北京飯店から和平賓館に移されることとなった。
1967年7月20日すぎ、砂間は「日共修正主義集団を打倒しよう－日中両国の紅衛兵をあなどることはできない」と書かれたビラを同国人より受け取る。
同年10月3日、中華人民共和国が人民大会堂にてレセプションを開催。紺野、砂間を除いた北京在住の日本人が招待された。このときの乾杯の音頭は、「日中友好を破壊しようとするものをけとばすために乾杯」であった。この「日中友好を破壊しようとするもの」は、日本共産党のことを示していた。参加した日本共産党員の中には、日本人留学生らに暴力をふるわれた者もいたという。
度重なる嫌がらせや暴力を目の当たりにし、身の危険を感じた紺野、砂間は党中央に帰国を要請。これを受けて、党中央は両名への即時帰国命令を出した。
7月27日、両名は北朝鮮の平壌経由で帰国しようとしたが、中華人民共和国当局の許可が下りず、許可が下りたのは8月4日であった。
8月3-4日、北京首都空港に着いた紺野、砂間に対して、紅衛兵と日本人紅衛兵らが「ぶち殺せ!」と気勢を上げ、「ジェット機式」体罰、つばを吐きかけるなどといった暴力が加えられた。両名への暴力は、平壌行きの飛行機に乗るまで続いた。
瀕死の重傷を負った紺野、砂間は北朝鮮にて50日あまりの治療を受け、帰国した。中朝国境を越えたときの紺野、砂間は思わず「助かった」と思ったという。
ちなみに中華人民共和国は両名の帰国命令を「計画的に引き起こした新たな反中国事件」とし、一方で「かれらに中国の客人としての然るべき待遇を与えていた」と主張した。リンチを加えた側の人々は「暴力はなかった」「紺野、砂間はよつんばいになって逃げた」と嘲笑した。